# Mitteleschenbach
Mitteleschenbach – miejscowość i gmina w Niemczech, w kraju związkowym Bawaria, w rejencji Środkowa Frankonia, w regionie Westmittelfranken, w powiecie Ansbach, siedziba wspólnoty administracyjnej Wolframs-Eschenbach. Leży około 20 km na południowy wschód od Ansbachu.

## Dzielnice
W skład gminy wchodzą dwie dzielnice: Bremenhof i Gersbach.

## Polityka
W skład rady gminy wchodzi 13 radnych.
|      | CSU | SPD | Razem     |
| 2002 | 9   | 4   | 13 miejsc |